# Prima Sedes, Corona Regis et Regni Caput

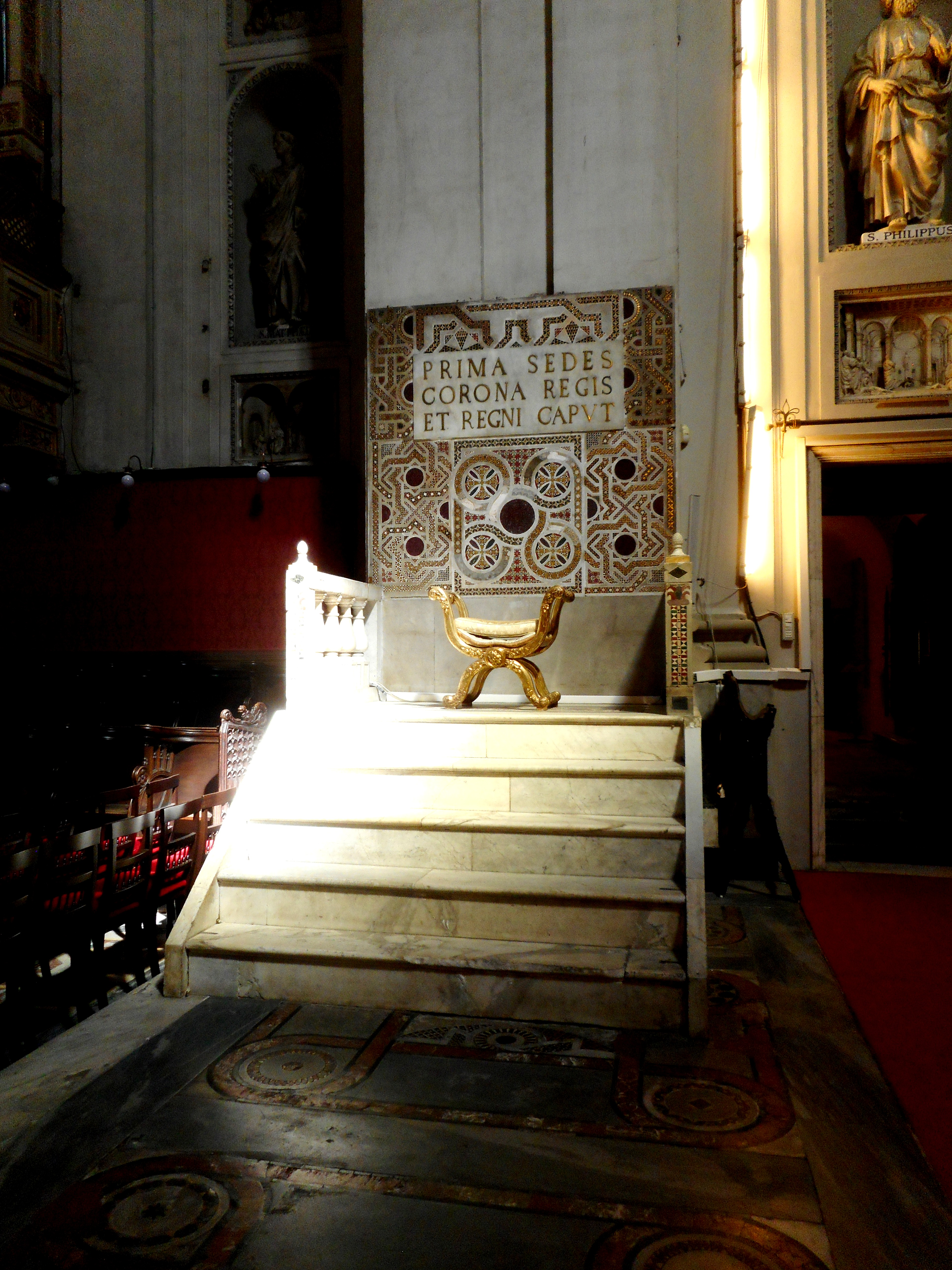
De drie titels van de hoofdstad Palermo, achter de koninklijke troon in de kathedraal.

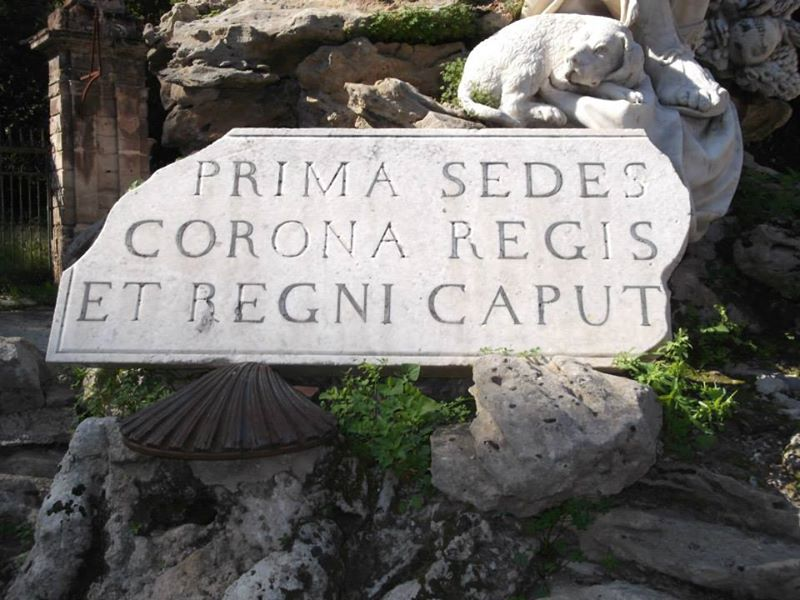
De drie titels aan de fontein Fontana del Genio aan de Villa Giulia

De drie titels Prima Sedes, Corona Regis et Regni Caput slaan op de stad Palermo, hoofdstad van het Italiaanse eiland Sicilië. Ze zijn in het Latijn opgesteld. In het Nederlands betekenen ze dat Palermo is:
1e) de eerste residentiestad van de koningen van Sicilië
2e) hun kroningsstad
3e) de hoofdstad van het koninkrijk Sicilië

## Status van Palermo
De titels en de status van Palermo werden zo sterk gesteld ten tijde van het Normandische bestuur over Sicilië. Er waren twee rivaliserende steden op Sicilië die om deze gunst dongen bij de eerste koning van Sicilië: Rogier II. Het waren de steden Palermo en Messina. Messina was van oudsher een machtige havenstad met fiscale privilegies en huisvestte hoge rechtbanken. Palermo verwierf dankzij de kroningen van opeenvolgende Normandische vorsten vanaf 1130, een hogere status dan Messina. In beide steden hadden de koningen evenwel hun residentie.
Twee gebeurtenissen droegen bij dat, na de Normandiërs en de Hohenstaufen, Palermo duidelijk een hogere rang kreeg dan Messina. Vooreerst de Siciliaanse Vespers: deze revolutie tegen het Frans bestuur brak uit in Palermo met het verhaal van de handtastelijke Franse soldaat Drouet (1282). Het tweede event was de Anti-Spaanse opstand in Messina in de jaren 1674-1678; Messina heulde mee met de Fransen en kwam in opstand tegen het Spaans bestuur. Messina moest echter het onderspit delven en verloor alle fiscale en gerechtelijke privilegies. Palermo werd beloond als stad trouw aan de Spaanse Kroon, waartoe het koninkrijk Sicilië behoorde.

## Zichtbaar
De drie titels van Palermo zijn zichtbaar op meerdere plaatsen in Palermo. Achter de koningstroon in de kathedraal bijvoorbeeld, alsook op een marmeren plaat aan de ingangspoort. Onderaan de Fontana del Genio, een fontein aan de Villa Giulia waar een Genio di Palermo is uitgebeeld, staan dezelfde titels.